# Средњошколски центар Мркоњић Град
Средњошколски центар Мркоњић Град једна је од двије средње школе на општини Мркоњић Град. Налази се у улици Симе Шолаје 91 у Мркоњић Граду.

## Историјат
Дуго је радио под називом Машинска школа, а од почетка 2022—2023. дјелује под садашњим називом Средњошколски центар Мркоњић Град. Уписна политика школе се мијењала у зависности од потреба локалног тржишта рада па су 2013—2014.  садржали занимања Машински техничар, Бравар–варилац, Економски техничар, Обућар, Инсталатер–аутомеханичар, Инсталатер–обрађивач, Текстилни техничар, Кожарски техничар, Аутомеханичар и Шумарски техничар. Године 2015—2016. је бројао укупно 379 ученика распоређених у занимања Машински техничар, Машински техничар за моторе и моторна возила, Машински техничар за компјутерско конструисање, Варилац–аутомеханичар, Варилац–инсталатер, Бравар–варилац, Банкарски техничар, Економски техничар, Техничар рачунарства, Текстилни техничар, Кожарски техничар и Обућар. Посљедња генерација ученика која је уписала и завршила школу под њеним старим називом – Машинска школа је 2018—2022. године за четврти степен стручности, а генерација 2019—2022. за траћи степен стручности. Ова генерација је обухватала занимања Пословно–правни техничар, Текстилни техничар, Техничар машинске енергетике и Бравар–варилац. Упис у школску 2023—2024. годину је садржао занимања Техничар CNC технологија, Техничар рачунарства и програмирања и Економски техничар у четворогодишњем и Трговац у трогодишњем трајању. Реновирана фискултурна сала, коју користе ученици Гимназије и Средњошколског центра, је отворена 24. октобра 2016. Урађена је комплетна унутрашња санација, подови, плафони, нове столарије и опреме што је највећа реконструкција сале од њеног отворења. У реконструкцију је уложено око 100.000 конвертибилних марака, а радове је финансирала општина Мркоњић Град, док је извођач било предузеће Зидарт. Школа данас садржи опремљену радионицу са савременим CNC машинама (CNC глодалица, CNC струг и роботска рука) које су донација Предсједника Републике Србије Александра Вучића у вриједности од 300.000 еура за обављање практичне наставе за занимање Техничар CNC технологија. Адаптација цијеле школе је условила помјерање почетка наставне године, септембра 2021. Комплетан школски објекат који дијеле са Гимназијом је реконструисан са буџетом од милион конвертибилних марака. Направљен је кабинет, радионица за CNC машине, реконструисан ентеријер и екстеријер школе. Уз финансијску подршку предсједнице Републике Српске, општине Мркоњић Град и UNDP-a је реализован пројекат енергетске ефикасности и санација крова на главном дијелу школе. Донацијом рачунара Министарства просвјете и културе Републике Српске су опремљена два информатичка кабинета. Садрже образовне профиле Машинство и обрада метала – смјер Техничар CNC технологија и Бравар–заваривач, Електротехника – Техничар рачунарства и програмирања, Економија, право и трговина – Економски трговац, Трговац и Пословно–правни техничар и Текстилство и кожарство – Техничар моделар обуће и Дизајнер модни техничар. Броји укупно 674 ученика у простору површине 3974m², при двосмјенском раду сваки ученик располаже са 13,24m² простора.

## Активности
Средњошколски центар Мркоњић Град је организовао и учествовао у бројним активностима, неке од њих су:
- Предавање „Млади–значај менталног здравља”, децембар 2023. године[8]
- Смотра ученичких радова у струци Текстилство и кожарство, у организацији Републичког педагошког завода Републике Српске, уз подршку Министарства просвјете и културе Републике Српске, Привредне коморе Републике Српске и Уније удружења послодаваца Републике Српске у Дому омладине Бања Лука. Домаћин Смотре је била ЈУ Политехничка школа Бања Лука.[9]
- Манифестације „Дан отворених врата” и промоција школе[10]
- Радионице за ученике тада Машинске школе о религијском дијалогу и универзалним порукама мира различитих свјетских религија у склопу пројекта „Иницијатива младих за помирење и одрживи мир” коју реализира Мрежа савјета–вијећа ученика Босне и Херцеговине, а финансира Канадски фонд за локалне иницијативе.[11]